# ويليام مور (سياسي أمريكي)
ويليام مور (بالإنجليزية: William Moore)‏ هو جيوديسي ونجار وسياسي أمريكي، ولد في 3 أبريل 1827. انتخب Member of the Los Angeles Common Council ‏ (15 ديسمبر 1860 – 7 مايو 1861).